# Tirstrup Idrætsefterskole
Tirstrup Idrætsefterskole har beliggenhed i byen Tirstrup, der ligger vest for Ebeltoft i Jylland. Skolen henvender sig til unge der er interesseret i at dyrke en masse sport, samt have et godt socialt samvær. På skolen har man nemlig mulighed for at vælge et såkaldt linjefag, som man så har et helt år.
Tirstrup Idrætsefterskole udbyder følgende linjer: fodbold , håndbold , badminton, fitness, og en adventure-linje.
Udover at have ovenstående linjefag, så udbyder skolen en del såkaldte X-fag; hvor man eksempelvis kan vælge: Kreativitet, Golf, og Medier.
Hvert år har skolen et 24 timers løb, hvor man samler penge ind til et godt formål. 
Efterskolens motto er: Vi kender ikke kun dit navn, men hele personen bag!